# Wang Global
Die Wang Global war ein US-amerikanisches Unternehmen, das im Jahre 1951 von An Wang gegründet wurde. Sitze der Firma waren Cambridge, Massachusetts (1954 bis 1963), Tewksbury, Massachusetts (1963 bis 1976), Lowell, Massachusetts (1976 bis 1992) und Billerica, Massachusetts (1992 bis 1999). Auf ihrem Höchststand in den 1980er-Jahren verbuchte das Unternehmen Jahreseinnahmen in der Höhe von drei Milliarden Dollar und beschäftigte über 30.000 Angestellte. Zuletzt war die Firma im Bereich Informations- und Kommunikationstechnik tätig.

## Geschichte

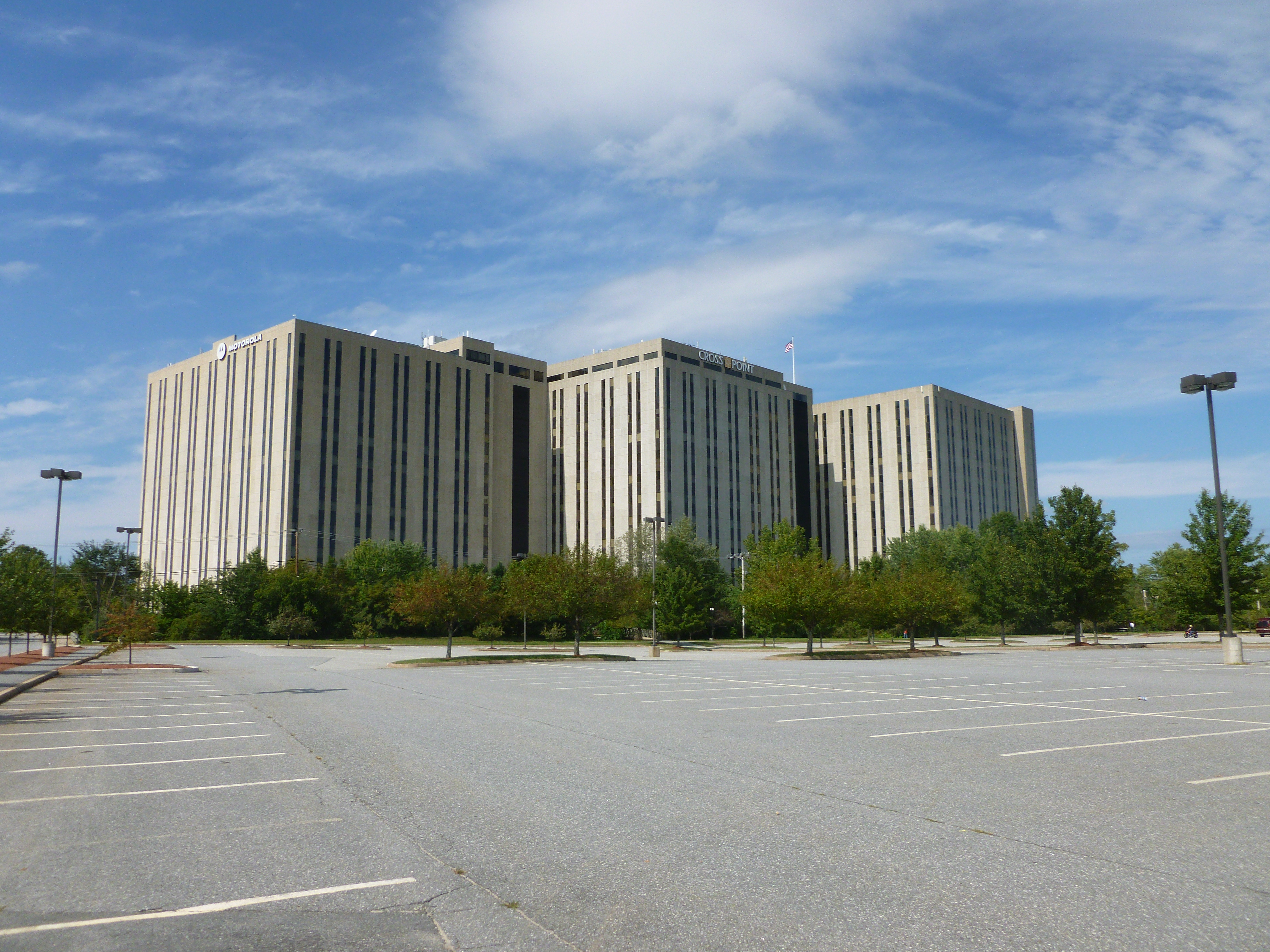
Cross Point Towers, ehemaliger Sitz von Wang Laboratories in Lowell

Das Unternehmen wurde von 1951 bis 1990 vom Gründer An Wang geführt, der direkten Einfluss auf die Geschäfts- und Produktstrategie nahm. Daher müssen sowohl Erfolge als auch Fehlschläge der Firma ihm zugerechnet werden. 1992 meldete das Unternehmen Insolvenz an. Die durchaus imposanten Wang Towers befinden sich unmittelbar am Lowell Connector, dem Abzweig von der Route 3 in Richtung Lowell, Massachusetts. Diese waren bis zur Insolvenz der Firmensitz. Danach wurden sie zu einem relativ geringen Preis von 500.000 US-Dollar versteigert.
Wang stellte sicher, dass seine Familie die Kontrolle über seine Firma auch nach dem Börsengang behalten würde. Er gab Vorzugsaktien (Class B stocks) mit höheren Dividenden, dafür aber nur mit einem Zehntel des Stimmrechts heraus. Während die Öffentlichkeit mehrheitlich diese Vorzugsaktien bezog, behielt die Familie Wang die Stammaktien. Die Wang-Aktien wurden zunächst an der New York Stock Exchange gehandelt; da jedoch das Vorgehen mit der Aufteilung der Aktien in zwei Klassen nicht die dortigen Regeln erfüllte, musste Wang zur American Stock Exchange wechseln.
Unter der Führung Wangs wechselten die Produkte der Firma mehrmals. Als er 1990 starb, übernahm Richard Miller die Führung des Unternehmens, 1993 wurde er durch Joseph Tucci abgelöst.
1992 meldete Wang Laboratories Insolvenz an, restrukturierte sich während des Insolvenzverfahrens als Anbieter von Fotografiesoftware um und benannte sich in Wang Global um. Bereits zwei Jahre später konnte Wang das Insolvenzverfahren verlassen.
1997 verkaufte Wang seine Fotosparte an Eastman Kodak, konzentrierte sich auf das ICT-Geschäft und übernahm 1998 die ICT-Sparte von Olivetti für 2,3 Milliarden US-Dollar.
Zum Ende des Geschäftsjahres 1998 wurde ein Umsatz von 3 Milliarden US-Dollar und ein Verlust von 16,4 Millionen US-Dollar erzielt. Das Unternehmen strich daraufhin 3100 Stellen.
1999 wurde Wang Global für umgerechnet 3,7 Milliarden Deutsche Mark durch die niederländische Getronics übernommen und in Getronics North America umbenannt. Somit endete nach 48 Jahren die Existenz der Marke Wang. Im Jahr 2008 wurde Getronics North America an CompuCom verkauft.

## Elektronischer Schriftsetzer
Das erste größere Projekt war ein elektronischer Bleisatz-Schriftsetzer mit Namen Linasec und wurde 1964 vorgestellt. Er entstand im Auftrag der Compugraphic, die aber das Recht der Herstellung ohne Zahlung eines Gewinnanteils an Wang behielt.

## Rechner

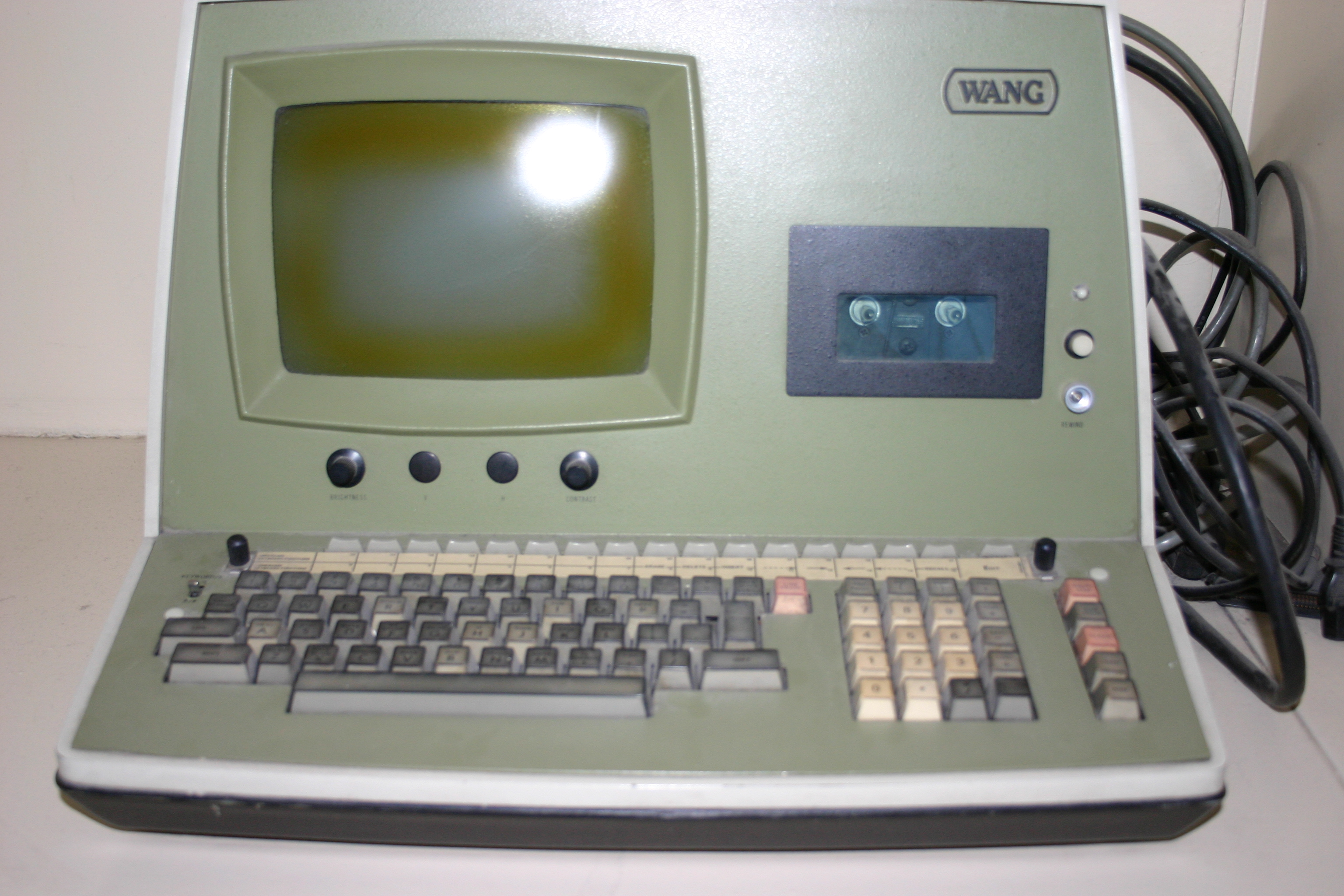
Konsole eines Wang 2200 S/T von 1975

Die Wang LOCI-2 (es gab auch eine LOCI-1, diese war aber kein richtiges Produkt) wurde im Jahre 1965 vorgestellt. Sie war der wahrscheinlich erste Tischrechner, der Logarithmen berechnen konnte. Dies war durchaus eine Errungenschaft angesichts der Tatsache, dass der Rechner ohne integrierte Schaltkreise auskam, da er mit 1275 einzelnen Transistoren arbeitete. Tatsächlich wurden Multiplikationen durch Addition von Logarithmen berechnet. Dies führte zu auffälligen Rundungsfehlern – als Ergebnis von 2×2 zum Beispiel errechnete die Maschine 3,999999999.
Wang war von 1965 bis 1971 eine angesehene Rechnerfirma. Die Wang-Rechner benutzten Nixie-Röhren zur Darstellung der Zahlen, konnten verschiedentlich programmiert werden und nutzten die Technologie der Kernspeicher. Der Preis eines Wang-Rechners bewegte sich im mittleren vierstelligen Bereich. Konkurrenz-Firmen waren Hewlett-Packard, die das Modell HP-9100A im Jahre 1968 vorstellten, und traditionelle Rechnerfirmen wie Monroe und Marchant.
Wang-Rechner wurden zunächst von Wissenschaftlern und Ingenieuren benutzt. Später kamen sie auch verstärkt im Finanzsektor zum Einsatz, da früher Hypotheken und Rentenpapiere mit komplizierten Tabellen berechnet wurden. Eine zweifelhafte Geschichte berichtet von einem Bankier, der die Ergebnisse der Wang-Rechner mit den Tabellen verglich und die Unkorrektheit letzterer feststellte, womit der Ruf von Wang gesichert wurde.
In den frühen 1970er-Jahren verließ Wang das Rechnergeschäft, da er glaubte, es würde zu wenig Gewinn abwerfen.

## Textverarbeitungsrechner
Der Textverarbeitungsrechner Wang WPS (Wang Word Processor System) wurde im Jahre 1976 vorgestellt und war sogleich – wie auch der Nachfolger Wang OIS (Wang Office Information System) im Jahre 1977 – ein Erfolg.
Diese Rechner waren ein technologischer Durchbruch ihrer Zeit. Sie waren Mehrbenutzersysteme, jede Arbeitsstation besaß einen Zilog-Z80-Mikroprozessor und 64 KiB Arbeitsspeicher. Der Plattenspeicher wurde zentral von einer Master-Station verwaltet. Untereinander vernetzt wurden die Stationen mit Hochgeschwindigkeits-Koaxialkabeln. Mehrere Master konnten zusammengeschlossen werden, was das Arbeiten mit denselben Dateien von einigen hundert Anwendern ermöglichte.
Jegliche Software für die Systeme wurden von Wang Laboratories geschrieben. Die Spezifikationen des Betriebssystems, der Dateiformate und der Schnittstelle waren Firmengeheimnis. Wang wollte keine Drittfirmen, die Produkte zum Anschluss an sein System entwickelten. Diese Praxis wurde jedoch in den späten 1980er-Jahren gelockert.

## Minicomputersystem
In den 1980er-Jahren vermarktete Wang Minicomputersysteme der Familie VS (Virtual System), die als Mehrplatzsysteme im Bürobereich ebenfalls ein Erfolg wurden.